# Bahamy na Letnich Igrzyskach Olimpijskich 1968
Bahamy na Letnich Igrzyskach Olimpijskich 1968 reprezentowało 16 zawodników, byli to sami mężczyźni.

## Skład kadry

### Lekkoatletyka
Mężczyźni
- Bernard Nottage

bieg na 100 m – odpadł w 1 rundzie eliminacyjnej
bieg na 200 m – odpadł w 1 rundzie eliminacyjnej
- Norris Stubbs

bieg na 100 m – odpadł w 1 rundzie eliminacyjnej
bieg na 200 m – odpadł w 1 rundzie eliminacyjnej
- Kevin Johnson

bieg na 200 m – odpadł w 1 rundzie eliminacyjnej
- Leslie Miller

bieg na 400 m – odpadł w 1 rundzie eliminacyjnej
- Jerry Wisdom, Tom Robinson, Kevin Johnson, Bernard Nottage

sztafeta 4 x 100 m – nie ukończyli
- Anthony Balfour

skok wzwyż – 26. miejsce
- Jerry Wisdom

skok w dal – 30. miejsce
- Tim Barrett

trójskok – 20. miejsce

### Żeglarstwo
Mężczyźni
- Kenneth Albury

finn – 28. miejsce
- Durward Knowles i Percy Knowles

star – 5. miejsce
- Godfrey Kelly, David Kelly, Roy Ramsay

dragon – 16. miejsce

### Zapasy
Mężczyźni
- Robert Nihon

waga średnia, styl wolny – nie ukończył
Mężczyźni
- Alexis Nihon

waga półśrednia, styl wolny – nie ukończył